# Loïc Poujol
Loïc Poujol (Rodez, 27 februari 1989) is een Franse voetballer (middenvelder) die sinds 2009 voor de Franse eersteklasser FC Sochaux uitkomt. Hij genoot ook zijn opleiding bij deze club. Zijn debuut voor het eerste elftal kwam er op 8 augustus 2009 in een competitiewedstrijd tegen AJ Auxerre.
Poujol speelde meerdere interlands voor verschillende jeugdelftallen van Frankrijk.